# Pabellón de Chile en la Expo 2010

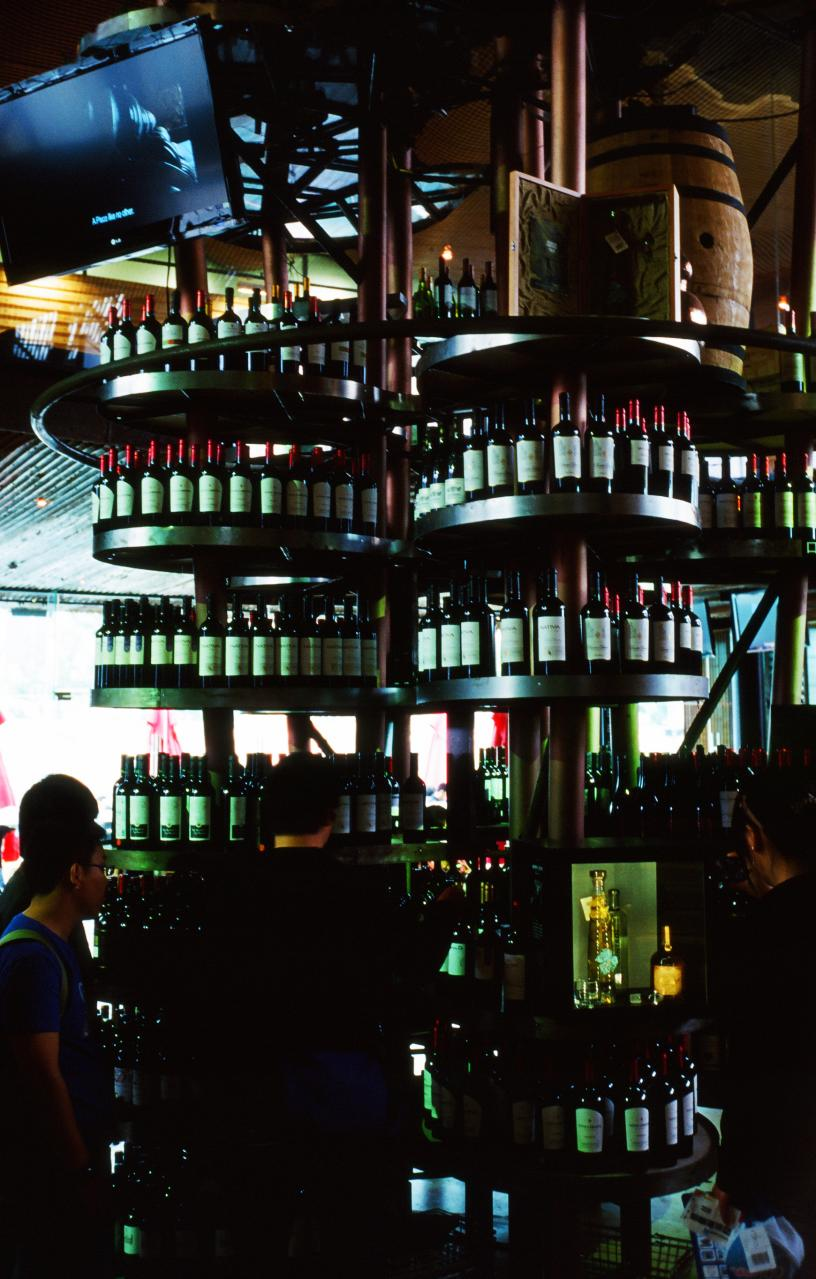
Muestra de vino chileno en el pabellón.

El pabellón de Chile en la Expo 2010, es el edificio que representó a ese país en la Exposición Universal realizada en Shanghái, China, entre el 1 de mayo y el 31 de octubre de 2010. Estuvo ubicado en la "Zona C" de la Expo, junto a sus símiles del resto de los países de América, África y Europa. 
Fue diseñado por Juan Sabbagh, ganador del Premio Nacional de Arquitectura en 2002. El edificio obtuvo el premio por «desarrollo temático» entre los pabellones de tamaño medio, esto es, de entre 2.000 y 3.999 m².

## Atracciones
Dentro de las atracciones del pabellón estuvieron:
- "El Mercado del Encuentro": lugar de venta de productos originales de Chile y souvenirs. Además tenía un restaurante con comida típica.
- "El Tronco de los Sonidos de Chile": escultura tallada en ciprés de Osvaldo Peña, en la cual los asistentes podían oír sonidos característicos de Chile.
- "El Pozo de las Antípodas": pozo simulado que mostraba imágenes en tiempo real de Chile; el título de la atracción no fue al azar, puesto que efectivamente Chile y China son lugares diametralmente opuestos en la superficie terrestre. En la inauguración del pabellón, los asistentes se comunicaron a través del pozo con el presidente Sebastián Piñera, quien estaba en la Plaza de la Ciudadanía de Santiago de Chile.
- "El Muro de Chile": pantalla táctil de 4,3 m, que mostraba un mapa de Chile que al tacto reproducía imágenes y vídeos de paisajes y gente de Chile.

Durante los últimos días de la Expo, otra de las atracciones del pabellón fue la exposición de una de las cápsulas Fénix utilizadas en el rescate de los mineros desde la mina San José, realizada el 13 de octubre de 2010, y que tuvo amplia cobertura periodística a nivel mundial.